# Charm (álbum)
Charm é o terceiro álbum de estúdio da cantora-compositora estadunidense Clairo. Lançado me 12 de julho de 2024, é o primeiro álbum de estúdio com lançamento próprio da cantora, após colaborações com as gravadoras Fader e Republic. Clairo co-produziu o álbum com Leon Michels, com contribuições musicais de Nick Movshon, Homer Steinweiss, Marco Benevento, Dave Guy, entre outros.
Charm recebeu aclamação crítica, com destaques para sua produção, composição e expansão musical de Clairo. Comercialmente, estreou na oitava posição na parada musical Billboard 200, tornando-se seu primeiro projeto entre os 10 primeiros na parada. Apesar de não ter sido lançado como single, a canção "Juna" alcançou a parada TikTok Billboard Top 50 em agosto, após um ganho de popularidade do álbum no aplicativo TikTok.
O álbum recebeu uma indicação para o Grammy Awards de 2025, na categoria "Melhor Álbum de Música Alternativa", marcando a primeira indicação da cantora à premiação.

## Antecedentes
Em 2023, depois de colaborações com a banda francesa Phoenix e com a cantora filipino-britânica Beabadoobee, Clairo lançou duas canções para caridade no Bandcamp, "For Now" com todas as arrecadações direcionadas para as organizações sem fins lucrativos Everytown for Gun Safety e  For the Gworls, e "Lavander" par aarrecadar fundos para a organização não governamental Médicos sem Fronteiras durante a Guerra Israel-Hamas. Um EP ao vivo, Live at Electric Lady, também foi lançado em 2023.
Em janeiro de 2024, Clairo começou a divulgar um novo álbum através de uma postagem no Instagram com a legenda "maybe this year" ("talvez este ano", em tradução livre). Em 7 de maio, a cantora anunciou 23 de maio como a data de lançamento de um single, aproveitando para, na data, confirmar o lançamento do álbum para 12 de julho. "Nomad", o segundo e último single foi lançado em 28 de junho.

## Gravação e promoção
Charm foi gravado no Allaire Studios, no interior de Nova Iorque, e no Diamond Mine Recording, no Bronx, na cidade de Nova Iorque. O álbum foi gravado ao vivo em um gravador de fita magnética.
Em 29 de maio, Clairo anunciou duas residências para setembro em suporte ao álbum: no Fonda Theatre, em Los Angeles, e no Webster Hall, em Nova Iorque.
A cantora apresentou-se no late-night talk show The Tonight Show Starring Jimmy Fallon, performando a sétima canção do álbum "Juna". No mesmo dia, anunciou as datas para sua turnê norte-americana, entre setembro e novembro de 2024, com abertura da cantora e compositora sul-africana Alice Phoebe Lou. Em 4 de agosto, um videoclipe para "Juna" foi lançado, seu primeiro em seis anos.

## Recepção crítica
| Críticas profissionais | Críticas profissionais |
| Avaliações da crítica  | Avaliações da crítica  |
| Fonte                  | Avaliação              |
| ---------------------- | ---------------------- |
| AllMusic               | 4.5 de 5 estrelas.     |
| Clash                  | 9/10                   |
| The Guardian           | 4 de 5 estrelas.       |
| The Line of Best Fit   | 8/10                   |
| NME                    | 4 de 5 estrelas.       |
| Paste                  | 8.1/10                 |
| Pitchfork              | 7.5/10                 |
| Rolling Stone          | 4 de 5 estrelas.       |
| The Skinny             | 3 de 5 estrelas.       |
| Slant Magazine         | 4 de 5 estrelas.       |

Charm recebeu aclamação crítica logo após seu lançamento. No Metacritic, que agrega avaliações dos principais críticos em uma métrica de 0 a 100, o álbum recebeu uma pontuação média de 82.
Nick Seip, da Slant Magazine, descreveu a gravação e instrumentação do disco como "sua arma secreta" e favoravelmente comparou a voz de Clairo na faixa "Terrapin" à sua "trajetória inicial de cantar sob batidas lo-fi". Marissa Lorusso, do Pitchfork, também notou a semelhança do palbum com seu trabalho anterior, enquanto aponta que Charm não tem uma "dramática mudança" na maneira, como o segundo disco, Sling, nem o "parentesco de Immunity com o bedroom pop", mas sim um "bem-sucedido, mas educado, passeio pelo soft rock".
No The Daily Tar Heel, Alexis Clifton destacou o "jazz sussurante, os elementos de soft rock, o tema orquestral descolado e o calor inegável" de Charm e afirmou ser um álbum essencialmente "apaixonado" que "fica no meio" das temáticas de seus predecessores: a juventude de Immunity e o "envelhecimento multifacetado" de Sling.
Em uma crítica mais mista-negativa, Paolo Ragusa, escrevendo para Consequence, sentiu que, embora o disco mostre a maturidade musical de Clairo, especialmente em seus "arranjos musicais", seus vocais "suaves" tiram algumas de suas músicas de seu "exterior emocional", exemplificando como em "Sexy to Someone", uma canção que, segundo o crítico, é "desprovida de desejo" em sua entrega.

## Lista de faixas
Todas as faixas são produzidas por Clairo e Leon Michels.
| Charm          |                     |                                                            |         |  |
| N.º            | Título              | Escritor(es)                                               | Duração |  |
| 1.             | "Nomad"             | Claire Cottrill Leon Michels Homer Steinweiss Nick Movshon | 3:45    |  |
| 2.             | "Sexy to Someone"   | Cottrill Michels Steinweiss Movshon                        | 3:27    |  |
| 3.             | "Second Nature"     | Cottrill Michels Steinweiss Movshon Dylan Nowik            | 3:47    |  |
| 4.             | "Slow Dance"        | Cottrill Michels Steinweiss Movshon Nowik                  | 3:54    |  |
| 5.             | "Thank You"         | Cottrill Michels Steinweiss Movshon                        | 3:25    |  |
| 6.             | "Terrapin"          | Cottrill Michels Steinweiss Movshon Marco Benevento        | 3:00    |  |
| 7.             | "Juna"              | Cottrill Michels Benevento                                 | 3:15    |  |
| 8.             | "Add Up My Love"    | Cottrill Michels Steinweiss Movshon                        | 3:25    |  |
| 9.             | "Echo"              | Cottrill Michels Nowik Movshon                             | 3:49    |  |
| 10.            | "Glory of the Snow" | Cottrill Michels                                           | 2:50    |  |
| 11.            | "Pier 4"            | Cottrill Michels                                           | 3:25    |  |
| Duração total: | Duração total:      | Duração total:                                             | 38:07   |  |

## Pessoal
Pessoal
- Claire Cottrill - vocais principais (todas as faixas), piano elétrico Wurlitzer (1), piano (2, 8, 10), flauta (4), percussão (5), violão (9-11)
- Leon Michels - percussão (1-4, 8-10), flauta (1, 2, 4, 5, 8-11), sintetizador (1, 2, 5-10), violão (1, 6, 8-10), órgão (2-5, 9-11), piano (2-5, 11), mellotron (2, 5), clarinete (3, 4, 11), vocais (3, 9, 11), bongô (4), piano elétrico Wurlitzer (4), saxofone (7, 8), baixo (7, 10, 11), bateria (9, 10), vibrafone (11)
- Nich Movshon - baixo (1-6, 8, 9), contrabaixo (1), percussão (3, 5), violão (5)
- Homer Steinweiss - bateria (1-6, 8), percussão (2, 5)
- Paul Castelluzzo - slide guitar (2)
- Dylan Nowik - slide guitar (1), guitarra (1, 3), fuzz bass (3), violão acústico (1, 4, 9)
- Marco Benevento - piano (6, 7)
- Dave Guy - trompete (7, 8)
- Lee Falco - bateria (7), percussão (7), saxofone (7)

Técnico
- Claire Cottrill - produção
- Leon Michels - produção, engenharia
- Alex Deturk - masterização
- Jens Jungkurth - mixagem, engenharia
- John Rooney - engenharia